# Wydział Fotografii Uniwersytetu Artystycznego im. Magdaleny Abakanowicz w Poznaniu
Wydział Fotografii Uniwersytetu Artystycznego im. Magdaleny Abakanowicz w Poznaniu – jeden z dziesięciu wydziałów Uniwersytetu Artystycznego im. Magdaleny Abakanowicz w Poznaniu. Jego siedziba znajduje się przy Al. Marcinkowskiego 29 w Poznaniu. Powstał w 1989 r.

## Struktura
Katedra Fotografii
Kierownik Katedry: dr Anna Kędziora
- Pracownia Widzenia Fotograficznego
- Pracownia Obrazów Utajonych
- Pracownia Fotografii Dokumentalnej
- Pracownia NeoFotografii

Katedra Fotografii Intermedialnej
Kierownik Katedry: prof. dr hab. Konrad Kuzyszyn
- Pracownia Fotografii Eksperymentalnej
- Pracownia Fotografii w kontekstach
- Pracownia Transformacji Obrazu
- Pracownia Działań Filmowych

## Kierunki studiów
- Fotografia

## Władze
Kadencja 2024–2028:
- Dziekan dr hab. Jarosław Klupś, prof. UAP
- Prodziekan: dr Mateusz Sadowski[4]